# Ferești, Vaslui
Ferești este satul de reședință al comunei cu același nume din județul Vaslui, Moldova, România.
În cadrul moșiei satului Ferești a fost inclusă și moșia Milești, locul de baștină al lui Nicolae Milescu Spătaru. [1]
Bibliografie
[1] Sergiu Bacalov, Despre satele Milești: neamurile boierești Milescul și Milici. Studiu istorico-genealogic, Chișinau, 2012. 130 p. ISBN 978-9975-80-605-3. https://bacalovsergiu.files.wordpress.com/2015/11/deschide-sergiu-bacalov-despre-satele-milec59fti-neamurile-de-boieri-milescu-c59fi-milici1.pdf

 Acest articol despre o localitate din județul Vaslui este deocamdată un ciot. Puteți ajuta Wikipedia prin completarea lui.